# Nesohoplia senecionus
Nesohoplia senecionus är en skalbaggsart som beskrevs av Scott 1912. Nesohoplia senecionus ingår i släktet Nesohoplia och familjen Melolonthidae. Inga underarter finns listade i Catalogue of Life.